# NGC 1003
NGC 1003 is een spiraalvormig sterrenstelsel in het sterrenbeeld Perseus. Het hemelobject werd op 6 oktober 1784 ontdekt door de Britse astronoom William Herschel.

## Synoniemen
- GC 571
- IRAS 02360+4039
- H 2.238
- h 240
- MCG +7-6-51
- PGC 10052
- UGC 2137
- ZWG 539.70